# Haggölen (Älghults socken, Småland)
Haggölen är en sjö i Uppvidinge kommun i Småland och ingår i Alsteråns huvudavrinningsområde.